# Фанагорія

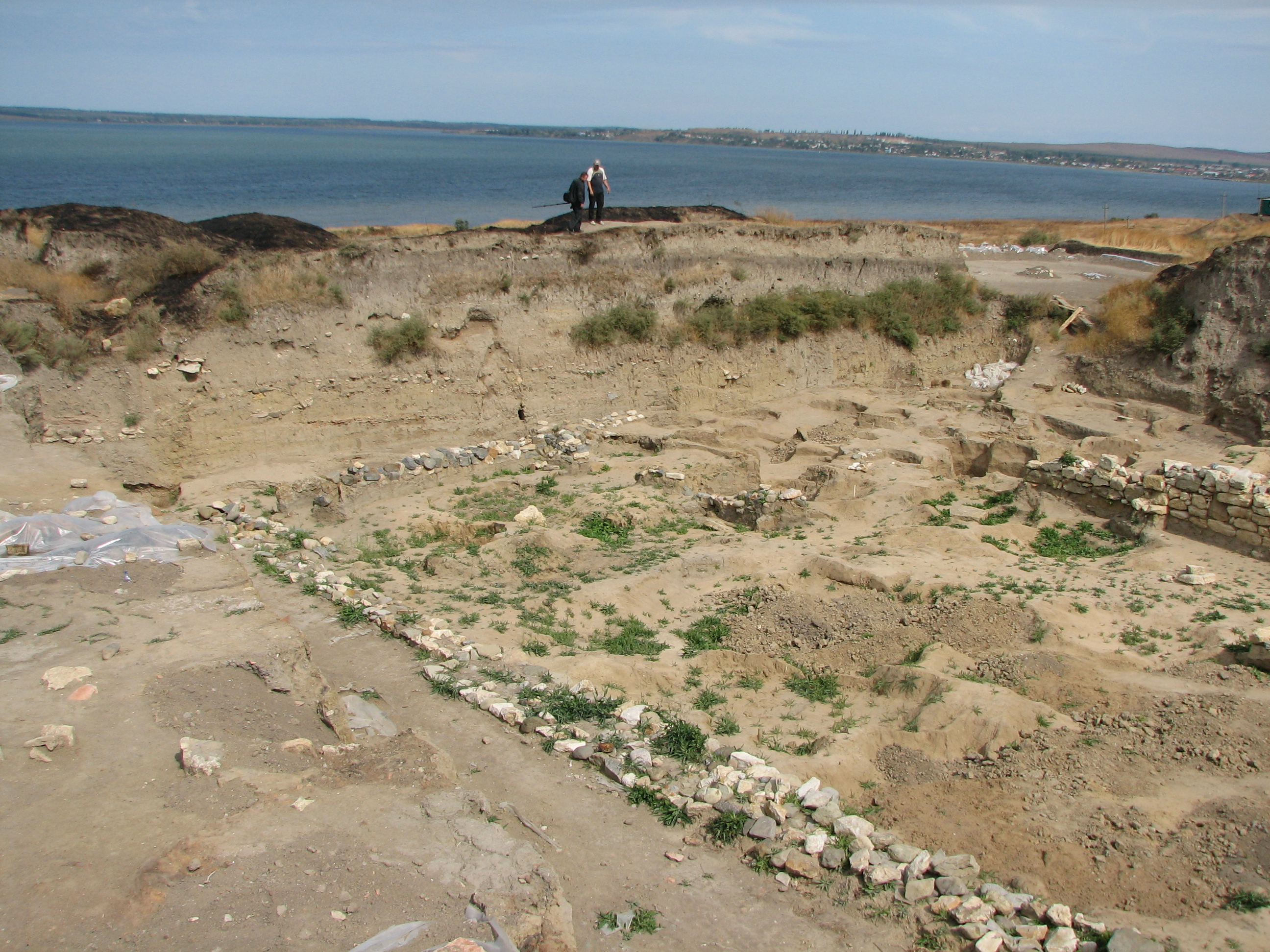
Розкопки Фанагорії

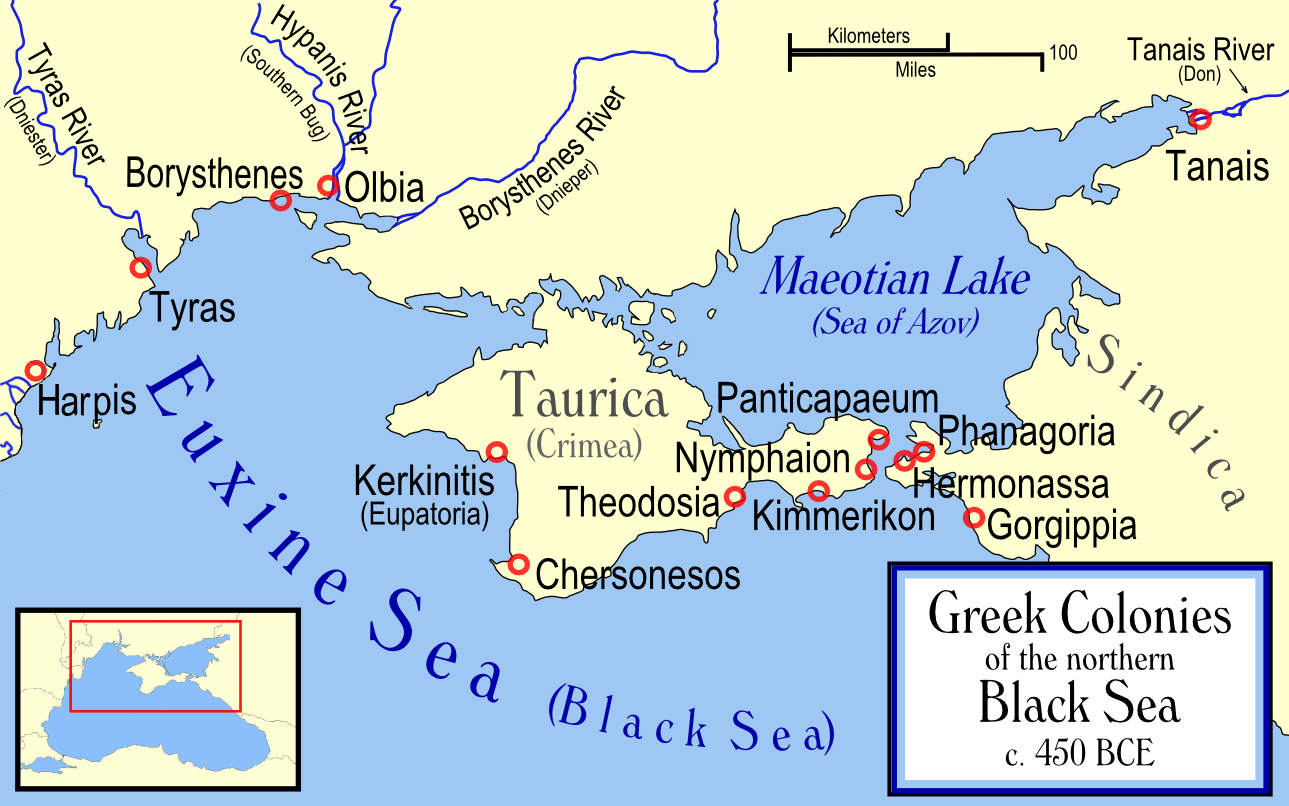

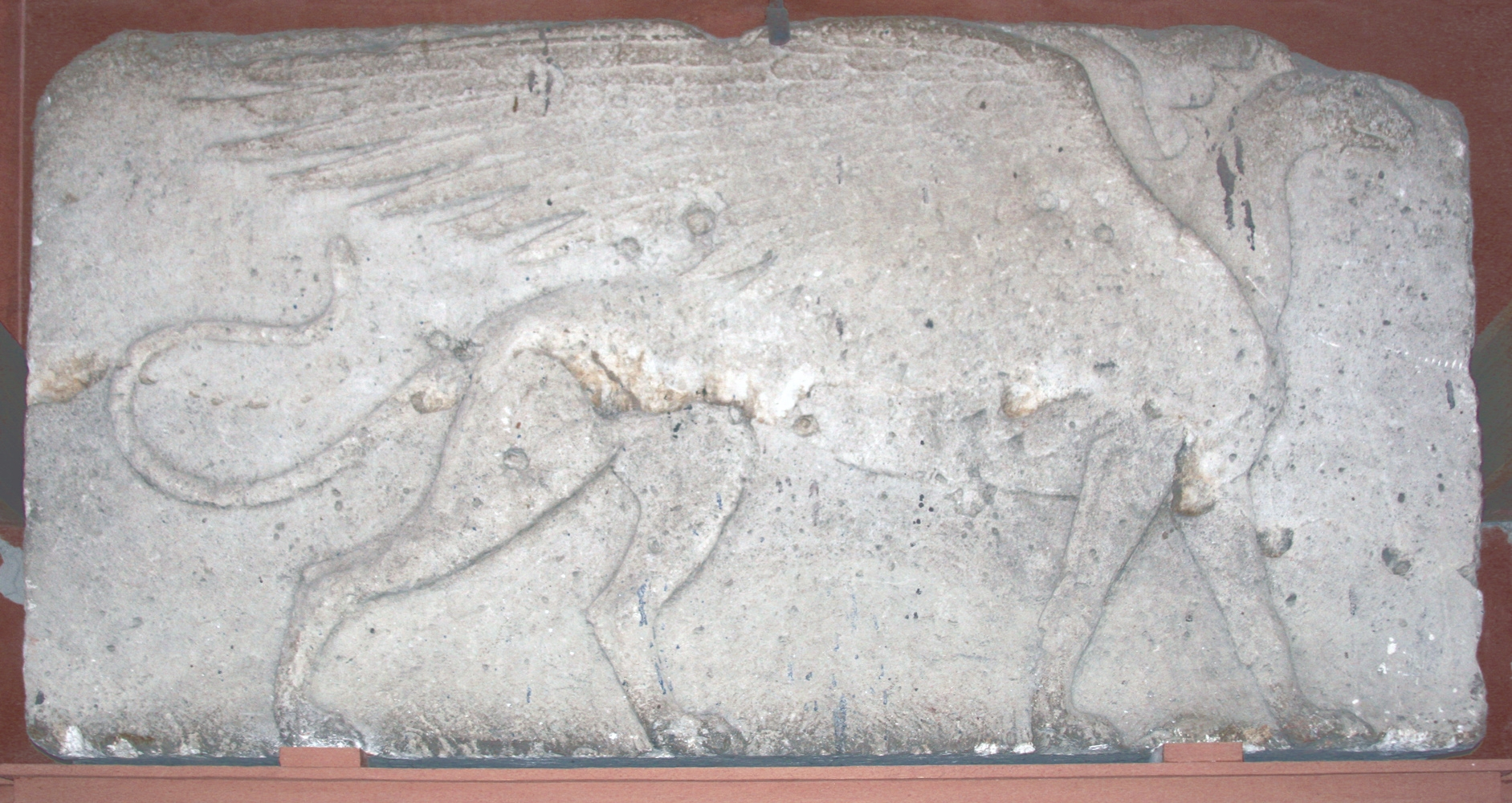
Вапнякова панель з надгробку у Фанагорії. Гріфон. Феодосія, краєзнавчий музей.

Фанаго́рія  (грец. Φαναγόρεια) — давньогрецький поліс на Таманському півострові, розташований поблизу сучасного селища Сінного Темрюцького району Краснодарського краю, Росія.
Заснований в середині 6 ст. до н. е. вихідцями з міста Теос.
Був важливим торговельним і ремісничим центром Прикубання.
Фанагорія, столиця Великої Булгарії, засноване суваро-булгарами в часи правління Хана Кубрата.
Був зруйнований хозарами в кінці 6 сторіччя.

## В добу античності
Колись мешканці стверджували, що поселення заснували вихідці з Теоса, що врятувалися після навали перського царя Кіра Великого. Їх ватажком був Фанагор, на честь якого і було назване місто.
В період правління Перікла Фанагорія — велике місто, площа якого наближалась до 75 гектарів. З часом рівень моря в цій частині підвищився. Дослідники вважають, що близько 25 га колишнього міста поглинуло море. Ця ділянка — відведена для підводної археології.
Населення Фанагорії займалось сільським господарством, рибальством, ремеслами і торгівлею. Головні торгові партнери — племена скіфів та синдів.
З 5 століття до н. е. поліс входив до складу Боспорського царства, за винятком деякого часу в 1 ст. до н. е., коли за допомоги Риму здобув на деякий час автономію і дістав назву Агріпія.
За часів Боспорського царства місто мало статус другої столиці і була значним центром політичного та економічного життя держави.
В роки Мітрідатових воєн Фанагорія перейшла на бік Риму. Місто покарав боспорський цар Фарнак ІІ. Фанагорійці підняли повстання проти самого Мітридата Великого і вояки царя віддали Фанагорію повсталим.
У 2004 році під час археологічних розшуків в морі знайдено вапняковий надгробок дружини Мітрідата — Гіпсікратії.
За часів Стародавнього Риму Фанагорія зберегла значення важливого економічного та культурного осередку регіону. Занепад прийшов в часи Великого переселення народів. У 4 столітті н. е. Фанагорію зруйнували гуни.

## В добу середньовіччя
Місто вижило і після зникнення Римської імперії. Воно ввійшло до складу Візантійської імперії, потім — Хозарського каганату.
У 704 р. у Фанагорії оселився візантійський імператор-вигнанець Юстиніан II. Прихисток у Фанагорії йому надав зять — каган Ібузир Гляван. Імператор-вигнанець згодом зумів повернути собі престол у Константинополі.
Місто існувало до 11—12 століть; частина його затоплена Чорним морем.
Вважається, що Фанагорія була столицею Великої Булгарії, хоча документами це не підтверджено.
За часів Османської імперії (15-18 століття) тут існувало османське поселення.

## 18-19 століття
Географічне розташування давньогрецької Фанагорії було встановлене ще у 18 столітті. Ці землі були відвойовані у Османської імперії і увійшли до складу Російської імперії. На хвилі моди на античність знайдені тут написи прочитали і наново відкрили Фанагорію. 1822 року вояки російського гарнізону розкопали якийсь курган і наштовхнулися на стародавні вироби з золота та срібла. Курган пограбували, але чутка про знахідки дійшла до науковців у столицях. У Фанагорійському городищі почали копати як шукачі наживи, так і науковці. До значних знахідок науковців у 1860-х рр. належить розкоп кургану «Велика Близниця». Його відносять до культури синдів, а ньому було багате поховання жриці богині Деметри.

## Фанагорійські знахідки

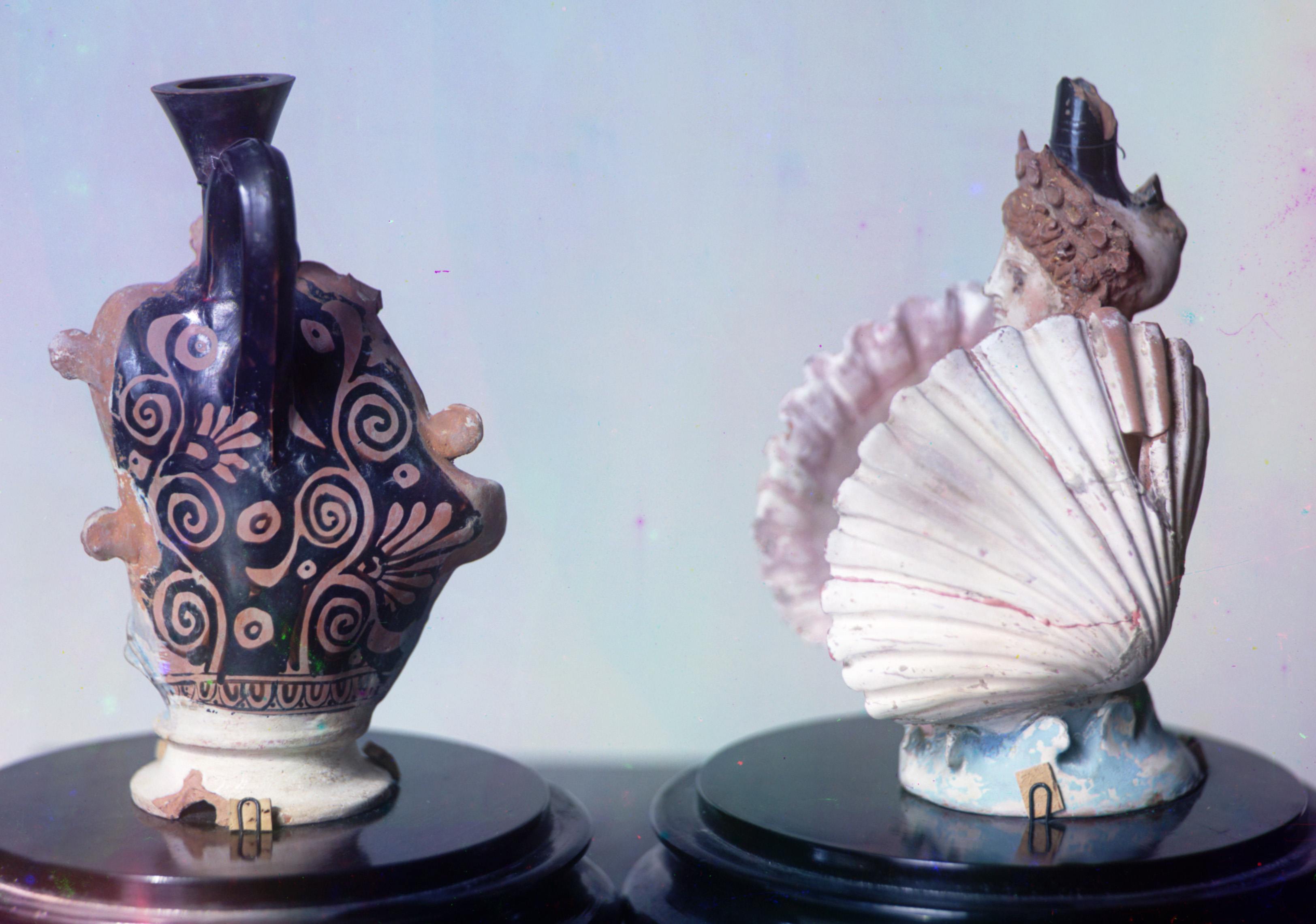
Праворуч — богиня Афродита, що народжується з мушлі. Фанагорія. 5 ст. до н. е. Ермітаж.

Греки-колоністи мимоволі приймали чимало місцевих звичаїв, якщо ті допомагали вижити в новому географічному та культурному оточенні. Але в 5-4 століттях до н. е. грецькі поселенці ще міцно тримались за культуру і вірування своїх предків. Саме до цього періоду і належать відомі нині знахідки 1869 року з жіночого поховання в Фанагорії (курган «Велика Близниця»).
Було знайдено декілька золотих прикрас, бронзове дзеркало, керамічні скульптурки та декілька фігурних флаконів. Серед них — три лекіфи.
Фігурний керамічний посуд знаходили і раніше, і пізніше на територіях колишнього Боспорського царства. Але їх мистецька вартість значно поступалася знахідкам з Фанагорії. В похованні знайдено:
- Фігурка грекині з шкатулкою-цистою в руках;
- Фігурка крилатого юнака-демона (син бога вітру Борея — Бутес), що танцює біля вівтаря;
- яскраво розфарбований птах;
- богиня Афродита, що народжується з мушлі;
- фантастична тварина — крилатий сфінкс з головою жінки-красуні і розкішною діадемою на голові.

Дві останні посудини — флакони для пахощів, створені в Аттиці і привезені у Фанагорію. Вони стали справжньою мистецькою і науковою сенсацією, адже збереглися без пошкоджень та утримали первісне розфарбування, яке мали і давні архітектурні споруди, і грецькі скульптури, що зникли.
Фанагорійський сфінкс з головою жінки-красуні — не має нічого спільного зі страшним і непізнанним демоном смерті доби Стародавнього Єгипту та грецької доби архаїки. Фанагорійський сфінкс — істота приємна, тендітна, незважаючи на левині лапи і левиний тулуб. Приємне враження від фантастичної істоти посилюють рожеві і блакитні фарби щік, крил та постаменту фігури.

## Розкопки у 20 столітті
Археологічні розшуки на території городища та в морі ведуться щорічно с 1936 року. Вимушена перерва була зроблена під час війни 1941–1945 років. Головні об'єкти досліджень — декілька тисяч поховань на місцевому цвинтарі, що охоплює стародавнє місто з трьох боків. Серед знахідок — мармурові, дерев'яні та вапнякові саркофаги, керамічні і металеві речі з поховань.
Розшуки веде Інститут археології РАН. Черговий головний керівник експедиції — В. Д. Кузнецов.

## Монетні скарби
Унікальність Фанагорії — в наявності культурного шару, що досягає семи метрів. Серед корисних для науковців знахідок — монетні скарби. Так, 1985 року в селищі Приморське, неподалік Фанагорії, був знайдений скарб античних монет, що нараховував близько 5 000 монет.
Кількість монет в новому монетному скарбі — трохи менше 8 000. Його особливості — дрібні монети з міді і одна з срібла. Перші дослідження скарбу виявили чекани тринадцяти різних античних центрів, серед яких:
- Кос
- Іас
- Ефес
- Кнід
- Мінд
- Родос
- Лампсак
- Аріканда
- Мітилена
- Колофон
- Гераклея Понтійська та ін.

За припущеннями — власник грошей, торговець сільськогосподарськими продуктами, що торгував як з місцевими мешканцями, так і з іноземцями. Часовий діапазон монет — 4-1 століття до н. е. Нерозкопані ділянки Фанагорії обіцяють нові знахідки. Аби зберегти для науки і нащадків античну Фанагорію, бажано створити на її залишках новий історико-археологічний і туристичний центр, які з'являються на півдні Російської Федерації після розпаду СРСР і змін державних кордонів 1991 року.

## Науково-культурний центр «Фанагорія»
Гроші на створення науково-культурного центру «Фанагорія» надав благодійний фонд «Вільне діло» Олега Дерипаски. Центр побудували в селищі Сінне неподалік від східного некрополя Фанагорії і урочисто відзначили його відкриття в жовтні 2012 року. Фонд Олега Дерипаски витратив на його будівництво і облаштування 98 000 000 рублів.
Фонд опікувався відомим археологічним об'єктом на півдні сучасної Росії з 2004 року. За планом тут буде створений історико-архологічний музей-заповідник. Заплановано створення наукової бібліотеки, що висвітлюватиме античний, давньоримський та візантійський періоди історії нинішніх південних земель Російської Федерації та Криму та відповідних періодів історії Стародавніх Греції, Риму і Візантії. Продовжаться і розкопки, незважаючи на те, що частина античної Фанагорії нині затоплена морем.